# Димитрий Рауль Кавакис
Димитрий Рауль Кавакис (1397—1487) — друг, ученик и секретарь Георгия Гемиста Плифона, приложивший немало усилий для сохранения рукописного наследия своего патрона и снабдивший эти рукописи комментариями. Д. Р. К., правнук знаменитого ученого Феодора Метохита, в 1466 г. покинул Грецию и обосновался в Риме.